# Mierzączka
Mierzączka, Mierżączka, Mierziączka – dawne miasto, obecnie część Wieliczki.
Mierziączka uzyskała lokację miejską w 1628 roku, zdegradowana po 1794 roku. 
Po dawnym mieście zachowała się ulica Mierżączka, zachodnia przecznica ulicy Asnyka. Jest to ślepa ulica prowadząca do szkoły podstawowej nr 3.

## Historia
Osada Mierziączka istniała już w XII i XIII wieku na wschód od średniowiecznych murów miejskich Wieliczki, pomiędzy współczesnymi ulicami Mierżączka na północy i Mieszczańska na południu. Nazwa po raz pierwszy była wzmiankowana w 1426 jako Merszatczka. Posiadała wówczas karczmę. Wieś została zakupiona przez miasto w 1549 a od 1564 należała do żupy. Wybito tu szyb Bużenin i przy obecnej ulicy Lednickiej powstała zabudowa półwiejska dla robotników. Miejscowość zaczęła zrastać się z Lednicą (Dolną), z którą dzieliła losy. Od 1588 obie miejscowości należały do Sebastiana Lubomirskiego, który wybudował szyb Lubomierz i ufundował drewniany kościół św. Sebastiana (konsekracja 1596). W 1628 osada otrzymała prawo magdeburskie i w coraz większym stopniu konkurowała z samą Wieliczką.
Jako miasto, Mierzączka ostatni raz występuje w 1794 roku, w galicyjskim spisie "Index Locorum omnium Galiciae, Lodomeriae atque ad huius calcem adiectus Bucovinae, una Tabulam, eiusque Quadratulum docens in quo Locus quaerendus est", wydanym we Lwowie z drukarni Pillera.
W 1797 Mierzączka wraz z Lednicą została wykupiona przez miasto. Według spisu gmin z 1874 roku Mierzączka stanowi część Wieliczki, licząc 1182 mieszkańców (w pozostałej Wieliczce mieszkało 4945 ludzi, razem 6127). Pod koniec XIX wieku opisana została jako przysiółek Lednicy Górnej z ludnością wywodzącą się od kolonistów niemieckich (zobacz Lednica Niemiecka).